# 银叶诃子
银叶诃子（学名：Terminalia argyrophylla）为使君子科诃子属的植物。分布于缅甸以及中国大陆的云南等地，生长于海拔500米的地区，常生于次生竹林中，目前尚未由人工引种栽培。
种加名 argyrophylla  意为“银色叶子的”。

## 别名
小诃子（云南），曼纳（云南傣语）